# Afranthidium braunsi
Afranthidium braunsi là một loài Hymenoptera trong họ Megachilidae. Loài này được Friese mô tả khoa học năm 1904.
De diersoort có ở Zimbabwe.